# Джамаа-ель-Фна
Джамаа-ель-Фна (араб. ساحة جامع الفناء) — центральний майдан міста Марракеш у Марокко. Є однією з найвидатніших туристичних пам'яток країни та одним з найвідоміших майданів континенту. Відноситься до медини (старого міста) Марракешу та є разом із нею у переліку Світової спадщини ЮНЕСКО.

## Назва
Походження назви майдану залишається незрозумілим. У буквальному сенсі її можна перекласти як «Майдан зборів». Іншими варіантами є «Мечеть на краю світу» або «Збір мерців», що відображає період з історії міста, коли тут відбувалися публічні страти у ХІ столітті н. е.

## Майдан

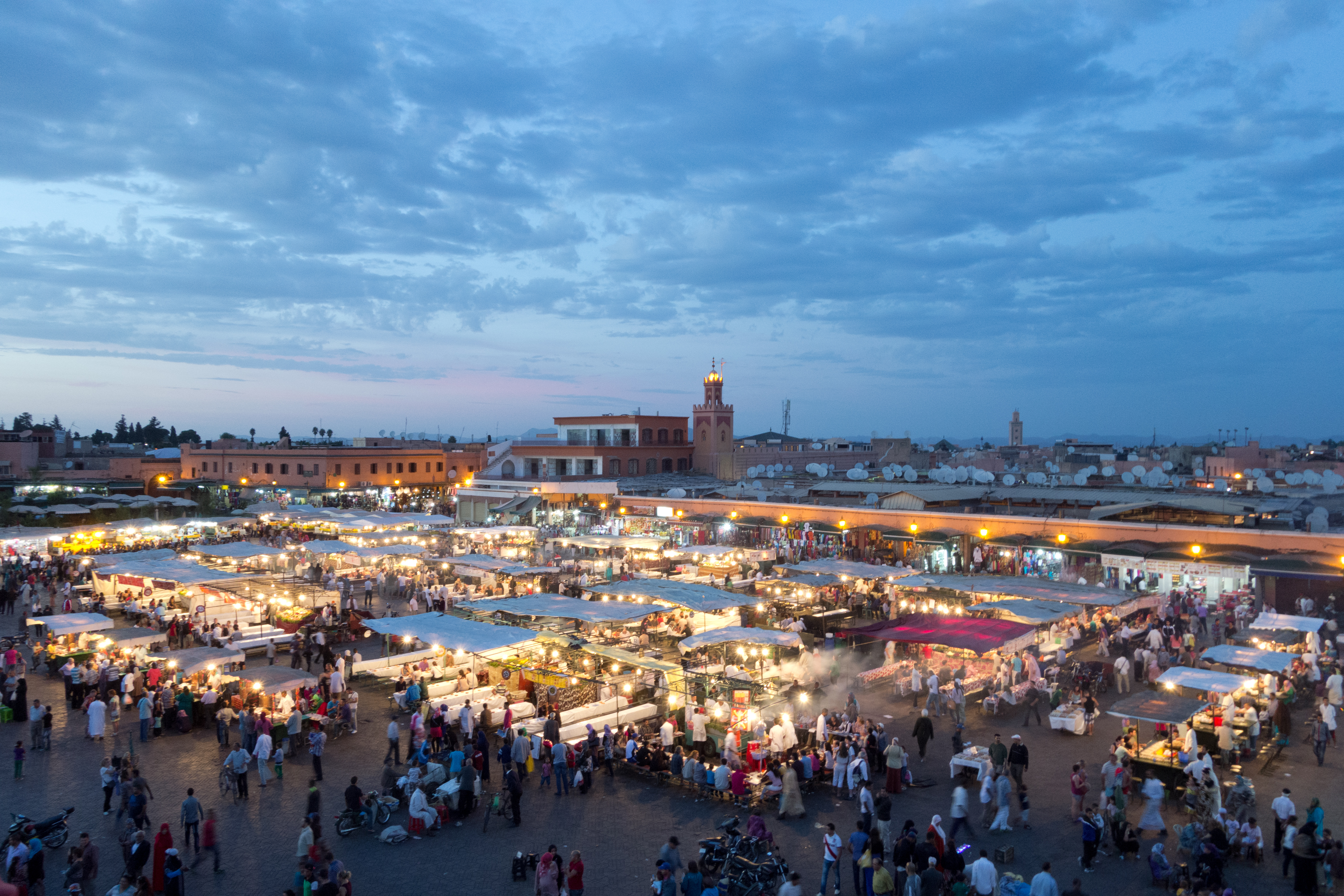
Джамаа-ель-Фна ввечері

Вдень на майдані переважно працюють продавці апельсинового соку, молодики з прикутими лісовими макаками та заклинателі змій.
Увечері дійство змінюється: на майдан виходять танцюристи, читці арабських та берберських казок, фокусники та торговці традиційними марокканськими ліками. Коли стає зовсім темно майдан наповнюється десятками прилавків із їжею.
Також на майдані розташований величезний сук (ринок), що розрахований на обслуговування не тільки туристів, а й місцевих мешканців. До того ж, Джамаа-ель-Фна має чимало готелів та ресторанів.